# Stilfragen

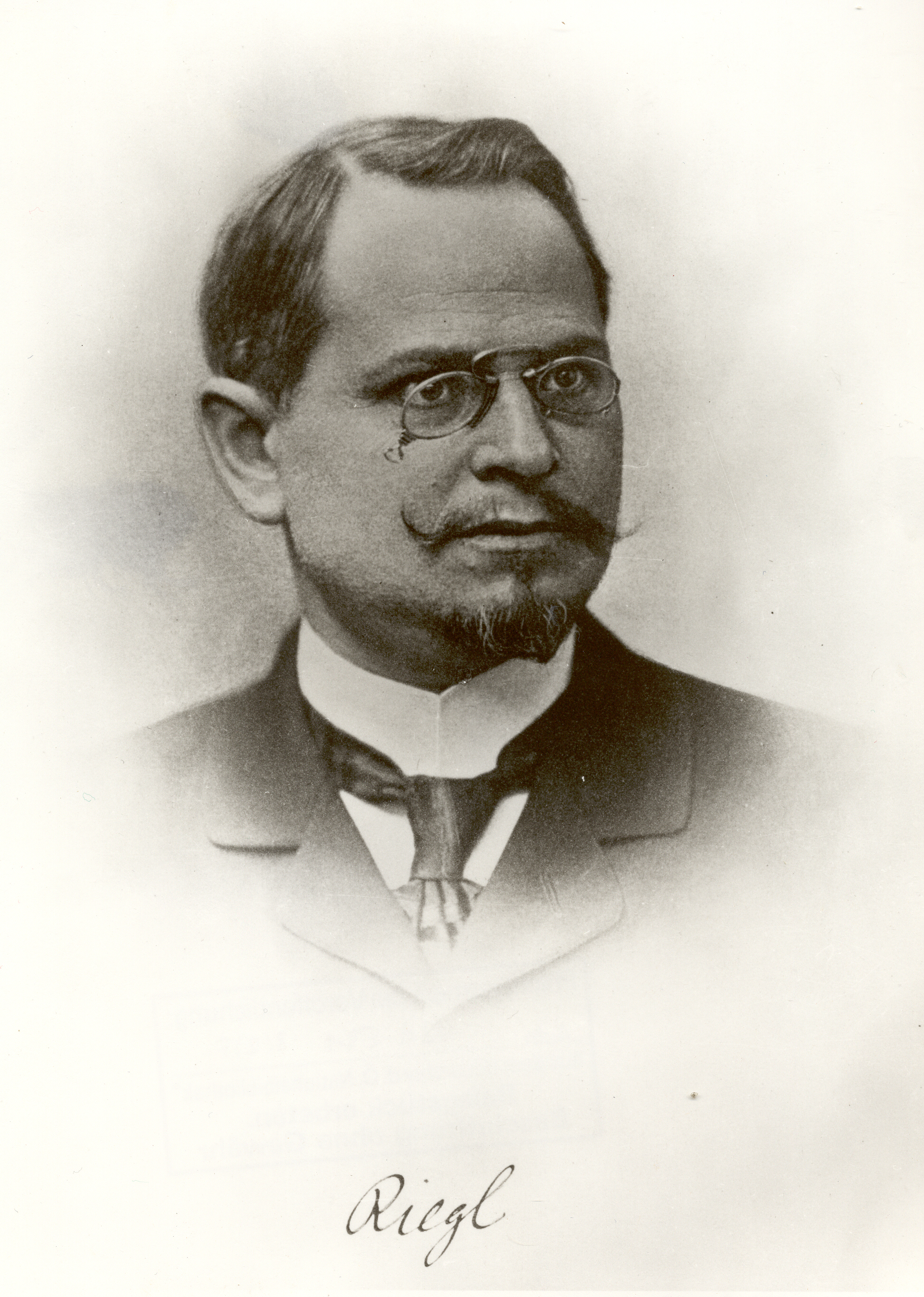
Alois Riegl, ca. 1890

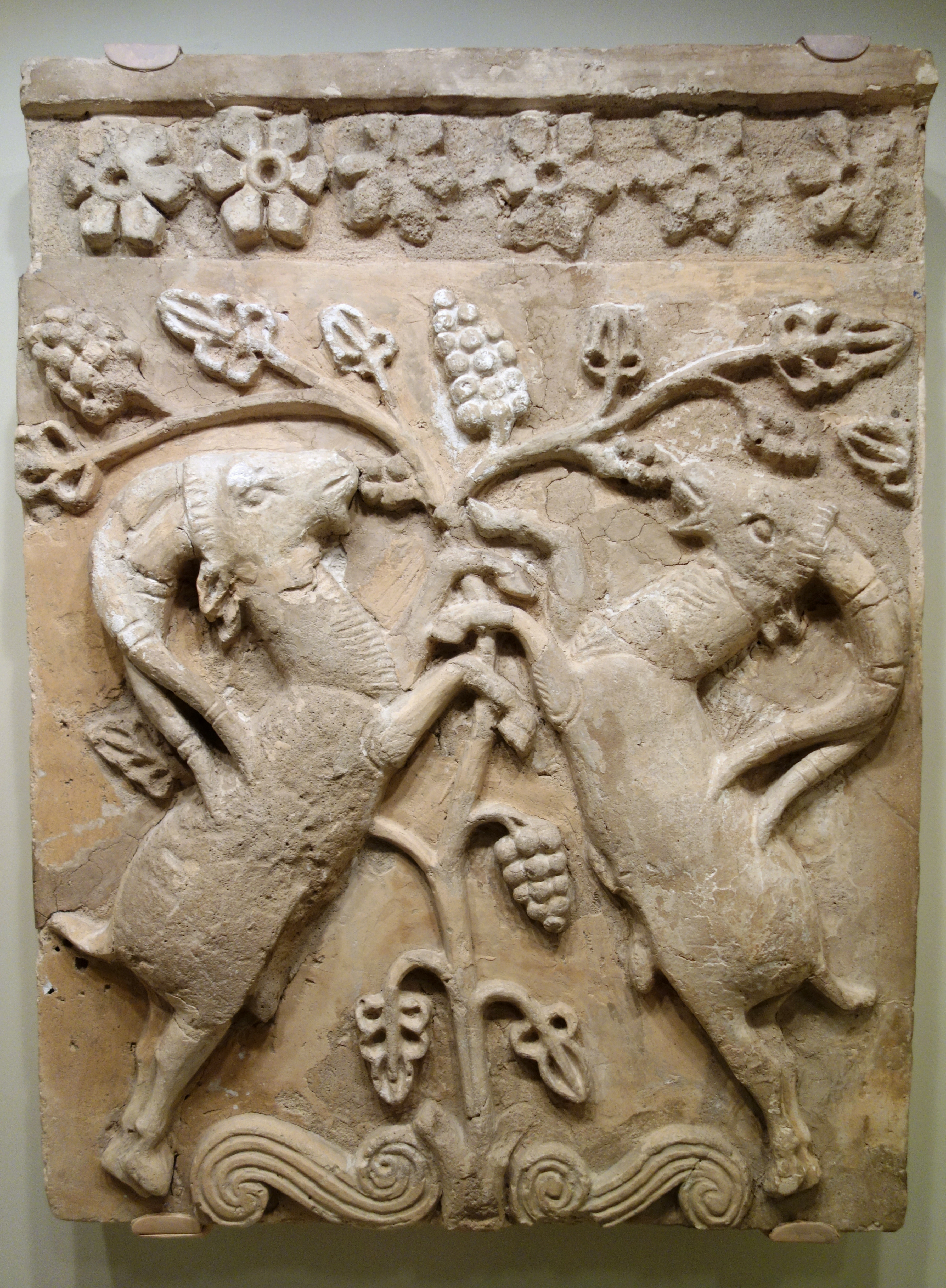
Gli animali a confronto, qui gli stambecchi, fiancheggiano un albero della vita. Iran, periodo sasanide, V o VI secolo, stucco originariamente con pittura policroma.

Stilfragen: Grundlegungen zu einer Geschichte der Ornamentik è un libro sulla storia dell'ornamento dello storico dell'arte austriaco Alois Riegl. Fu pubblicato a Berlino nel 1893. Tradotto in lingua inglese con il titolo: Problems of style: foundations for a history of ornament, è stato criticato da alcuni.  È stato chiamato "l'unico grande libro mai scritto sulla storia dell'ornamento". 
Riegl scrisse lo Stilfragen mentre lavorava come direttore del dipartimento tessile in quello che all'epoca era il Museo Österreichisches für Kunst und Industrie (oggi Museum für angewandte Kunst) a Vienna. La sua intenzione principale era di sostenere che era possibile scrivere una storia continua sugli ornamenti. Questa posizione è sostenuta in opposizione esplicita a quella della scuola "tecnico-materialista", secondo la quale "tutte le forme d'arte sono sempre state il prodotto diretto di materiali e tecniche"  e che i motivi ornamentali "sono nati spontaneamente in tutto il mondo in un numero di località diverse".  Riegl associa questo punto di vista ai seguaci di Gottfried Semper, che aveva avanzato un argomento correlato nel suo Der Stil in den technischen Künsten; oder praktischer Ästhetik Style in the technical arts; or practical aesthetics, 1878-79). Tuttavia, Riegl dissocia costantemente i seguaci di Semper dallo stesso Semper, scrivendolo. 
Poiché la posizione tecnico-materialista aveva raggiunto lo status di dogma, Riegl affermò che "il problema più urgente che gli storici delle arti decorative affrontano oggi è quello di reintegrare il filo storico che è stato reciso in mille pezzi".  Di conseguenza, ha sostenuto un continuo sviluppo degli ornamenti dall'antico Egitto attraverso i greci e i romani e fino ai primi anni dell'Islam e, infine, dell'arte ottomana. 

## Contenuti

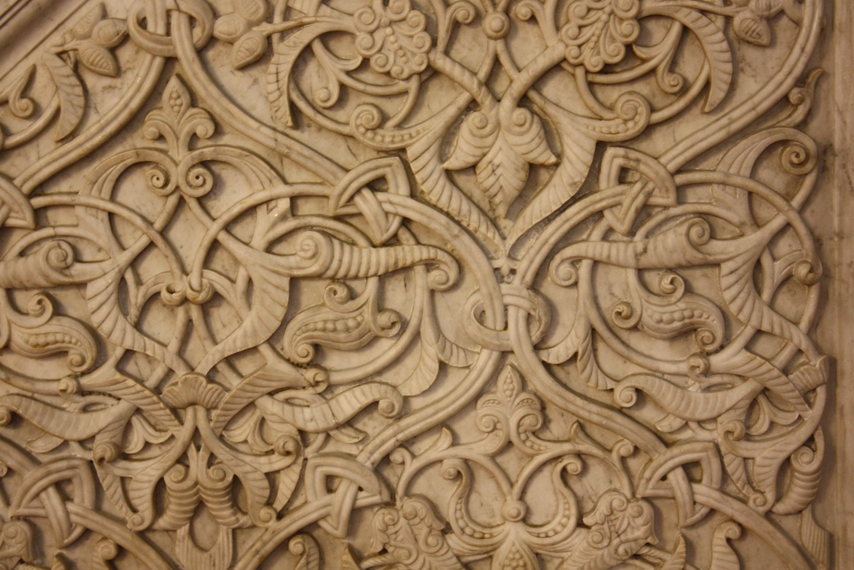
Rilievo in pietra con arabeschi di viticci, palmette e mezze palmette nella moschea omayyade, Damasco

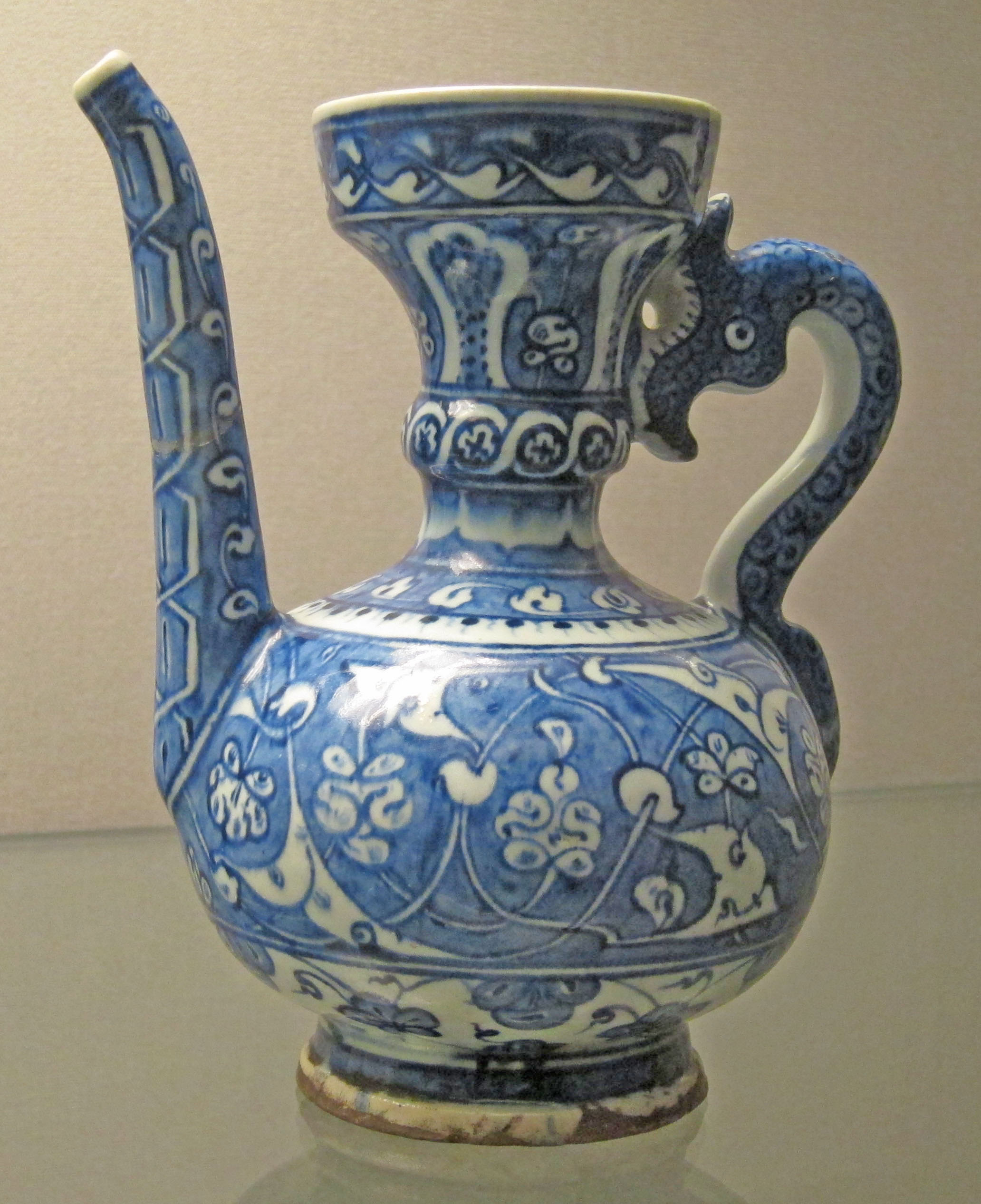
"Abraham of Kütahya ewer", probabilmente realizzato a Kütahya, datato 1510. Ceramica di İznik ottomana

Lo Stilfragen è diviso in un'introduzione, che definisce lo scopo dell'opera, e quattro capitoli, ciascuno su un tema nella storia dello stile artistico. 
Il primo capitolo, "Lo stile geometrico", sostiene che l'ornamento geometrico ha avuto origine non da processi tecnici come il lavoro in vimini e la tessitura, ma piuttosto da una "spinta artistica immanente, vigile e irrequieta per l'azione, che gli esseri umani possedevano molto prima che inventassero il tessuto per coprire i loro corpi ".  Ha sostenuto questa posizione attraverso un'analisi dell'ornamento geometrico nell'arte europea dell'età della pietra, in particolare di oggetti scoperti di recente nella Dordogna. Questo ornamento, ha sostenuto, si è sviluppato da tentativi di rappresentare forme naturali in due dimensioni, che ha dato origine all'idea di un contorno. Dopo questa "invenzione della linea", gli abitanti delle caverne procedettero a disporre le linee "secondo i principi del ritmo e della simmetria". 
Il secondo capitolo, "Lo stile araldico", affronta le composizioni di "animali accoppiati disposti simmetricamente ai lati di un elemento centrale intermedio".  Questo tipo di decorazione era stato associato da studiosi precedenti, in particolare Ernst Curtius, alle esigenze tecniche della tessitura della seta. Riegl sosteneva invece che l'ornamento araldico sorse prima dell'invenzione dei telai per tessitura meccanica e derivava dal desiderio di simmetria. 
Il terzo capitolo, "L'introduzione dell'ornamento vegetale e lo sviluppo del viticcio ornamentale", traccia un'evoluzione ininterrotta dell'ornamento vegetale dall'antico Egitto fino all'arte tardo romana. Qui Riegl sostiene che motivi come il fior di loto, sebbene possano essere stati originariamente dotati dagli egiziani di significato simbolico, sono stati adottati da altre culture che "non hanno più compreso il loro significato ieratico"  e sono quindi diventati puramente decorativi. Nella sezione più famosa di questo capitolo, Riegl ha sostenuto che l'ornamento di acanto non era derivato dalla pianta di acanto, come si credeva dai tempi di Vitruvio, ma era piuttosto un adattamento scultoreo del motivo della palmetta. Era quindi "un prodotto di pura invenzione artistica",  e non di "una semplice coazione a fare copie dirette di organismi viventi". 
Il quarto capitolo, "L'arabesco", continua lo sviluppo del capitolo precedente attraverso l'arte islamica e arte bizantina. L'arabesco è qui inteso come una versione geometrica dei precedenti sistemi di ornamento del viticcio, stabilendo così una "relazione genetica tra il viticcio islamico ornamentale e il suo predecessore diretto, l'ornamento del viticcio dell'antichità". 
Gli ultimi due capitoli sono quindi presentati come una storia continua di ornamenti vegetali dall'antico Egitto fino alla Turchia ottomana, in cui i singoli motivi si sviluppano secondo criteri puramente artistici e non attraverso l'intervento di problemi tecnici o mimetici. Nell'introduzione si suggerisce che questo sviluppo potrebbe essere continuato fino ai tempi di Riegl e che "l'ornamento sperimenta lo stesso sviluppo continuo e coerente che prevale nell'arte di tutti i periodi". 

## Significato
Lo Stilfragen rimane un'opera fondamentale nella storia dell'ornamento e ha fortemente influenzato il lavoro di Paul Jacobsthal e Ernst Gombrich, tra gli altri che hanno affrontato gli stessi temi.  
Nell'intera opera di Riegl, lo Stilfragen costituisce la sua prima dichiarazione generale di principi, sebbene il suo "pensiero teorico non abbia in alcun modo raggiunto la maturità".  Separando lo sviluppo stilistico da influenze esterne, come le procedure tecniche o il desiderio di imitare la natura, Riegl ha sollevato una serie estremamente complicata di domande riguardanti la fonte effettiva e il significato del cambiamento stilistico.
Quindi le preoccupazioni dello Stilfragen portarono direttamente a quelle del prossimo grande studio di Riegl, la Spätrömische Kunstindustrie (industria dell'arte tardo romana, 1901), in cui si avvicinava al cambiamento di stile nella tarda antichità non come un sintomo del declino, ma come risultato di positive preoccupazioni artistiche. 

## Edizioni e traduzioni
- Tedesco: Stilfragen: Grundlegungen zu einer Geschichte der Ornamentik. 1. Ausgabe, Berlin, George Siemens, 1893. 2. Ausgabe, Berlin, Richard Carl Schmidt, 1923.
- Italiano: Arturo Carlo Quintavalle (a cura di), Problemi di stile: fondamenti di una storia dell’arte ornamentale, trad. da Mario Pacor. Milano, Feltrinelli, 1963.
- Spagnolo: Federico Miguel Saller, tr. Problemas de estilo: Fundamentos para una historia de la ornamentación. Barcelona, Gustavo Gili, 1980.
- Inglese: Evelyn Kain, tr., Problems of style: foundations for a history of ornament. Princeton, Princeton University, 1992.
- Francese: Henri-Alexis Baatsch and Françoise Rolland, trs., Questions de style: fondements d'une histoire de l'ornementation. Paris, Hazan, 2002.